# 海錨
海錨（かいびょう、シーアンカー、ラックアンカー、ドロウグ、英語: Sea anchor）は海上で錨のように用いられる船具の一種である。

## 概要
パラシュート型や円錐型シーアンカーの場合、船首を風上に向けて停止したのちに抵抗体を海中へ投下する。これによって水の抵抗で船の揺れを抑え、風で流される速度を低減させる。荒天時に用いられるドロウグ（ドローグ）と呼ばれる海錨の場合、風上に船首を向けることが困難であるため、船尾から流し操船の補助とする。
救命用シーアンカーは、小型船が荒天に遭遇した際に操船困難に陥ったとき、船体側方を波に晒した場合、激しい横揺れのために転覆するおそれがあるが、これを防ぐために用いられる。また、シーアンカーにより揺れが低減するために、船上での活動が容易となる。
現代よりも漁船が小型であった明治の後期から昭和の初期頃にかけては漁船において最も重要な船具の一つとなっており、その重要性から、農林省ではシーアンカーを備えるための奨励金を交付していた。
現代ではプレジャーボート、カヤックなどで、流し釣りの際の漂流速度を落とすためにもパラシュートアンカーがよく用いられる。